# Lincoln (Nebraska)
La ciutat de Lincoln és la capital i la segona ciutat més poblada de l'estat de Nebraska, als EUA. Lincoln és també la seu del comtat de Lancaster i la seu de la Universitat de Nebraska. Segons el cens de l'any 2010 la ciutat tenia 258.359 habitants.

## Història
Lincoln va ser fundada el 1856 amb el nom de Lancaster, i es va convertir en la seu del recentment creat comtat de Lancaster l'any 1859. Des de la creació del Territori de Nebraska l'any 1854 la seva capital era Omaha, però degut a la seva situació geogràfica es va decidir traslladar la capital al sud del riu Platte i el més a l'oest possible. El poble de Lancaster va ser l'escollit, en part degut a les seves salines i aiguamolls.
No obstant això, la ciutat d'Omaha volia ser rebatejada en honor del President Abraham Lincoln, assassinat recentment, per tal d'evitar la pèrdua de la seva condició de capital. De fet la majoria de la gent al sud del riu havien estat simpatitzants de la causa de la Confederació i semblava raonable creure que el canvi no es produiria si la capital es deia Lincoln. Però el pla no va funcionar, Lancaster va ser rebatejada com a Lincoln i es va convertir en la capital de Nebraska, al mateix temps que la creació de l'estat l'1 de març de 1867. El 2008 la ciutat va ser nomenada com la ciutat més saludable dels Estats Units.

## Personalitats il·lustres
- Hilary Swank. Actriu i productora de cinema.
- Brandon Sanderson, escriptor de literatura fantàstica.